# 派厄尼爾鎮區 (愛荷華州錫達縣)
派厄尼爾鎮區（英語：Pioneer Township）是位於美國愛荷華州錫達縣的一個行政鎮區。

## 地方資料
根據2010年美國人口普查的數據，派厄尼爾鎮區的面積為94.60平方千米，當中陸地面積為94.56平方千米，而水域面積為0.04平方千米。當地共有人口1810人，而人口密度為每平方千米19.13人。